# Посада, Шосе Мария
Шосе́ Мари́я Поса́да Пере́йра (галис. Xosé María Posada Pereira) или Хосе́ Мари́я Поса́да и Пере́йра (исп. José María Posada y Pereira); 19 марта 1817, Виго, Галисия — 19 ноября 1886, Понтеведра, Галисия) — галисийский поэт, юрист и журналист. Считается предтечей возрождения галисийского языка и литературы (галис. Rexurdimento). Сочинения издавались в газетах и журналах. Основал газету Faro de Vigo.

## Биография
Родился в семье адвоката. Изучал гуманитарные науки и теологию, предназначая себя к карьере священника. Однако вскоре перевёлся на факультет юриспруденции в Университете Сантьяго-де-Компостела. Был сокурсником и другом Франсиско Аньона, но не разделял его политические взгляды. Университет окончил в 1845 году.
Питал привязанность к словесности и искусству. В 1840 году вместе с Ф. Аньоном основал Литературную академию (Academia Literaria), разместившуюся в здании старого монастыря San Martiño в Сантьяго-де-Компостела. В работе академии участвовали Антонио Нейра де Москера (Antonio Neira de Mosquera), Антоли́н Фаралдо (Antolín Faraldo), Висенте Косинья (Vicente Cociña), Доминго Диас де Роблес (Domingo Díaz de Robles), Алберто Камино (Alberto Camino) и Леополдо Марти́нес Паади́н (Leopoldo Martínez Paadín). Кроме того совместно с Ф. Аньоном и другими писателями основал периодическое издание La Aurora de Galicia. То была литературно-художественная и научная газета в 8 страниц, всего с мая по август 1845 года вышло 9 номеров на испанском языке. Посада публиковал там очерки и стихотворения на испанском языке, печаталась поэзия Алберто Камино и Франсиско Аньона.
В 1850 году прибыл в Мадрид для изучения живописи. В 1853 году в своём родном городе основал издание Faro de Vigo. Последние годы жизни провёл в Понтеведре, где скончался 19 ноября 1886 года.

## Творчество
Согласно периодизации Рикардо Карбальо Калеро (Ricardo Carballo Calero), Ф. Аньон принадлежит к предшественникам галисийского возрождения литературы, или предтечам Росалии де Кастро. В поэтической антологии первых галисийских Цветочных игр Álbum de la Caridad (1862) было опубликовано одно стихотворение поэта — «Майские цветы» (Flores de Mayo, 1862).
Преобладающая часть сочинений написана в виде стихотворных писем родственникам и друзьям. Тон стилизован под речь жителя деревни. Творчество Посады лишено как живости слога Ш. М. Пинтоса, так и поэтического вдохновения Ф. Аньона. Все произведения поэта заурядны. Под псевдонимом «Дон Лукас» (Don Lucas) публиковал очерки, поэзию и сказки на галисийском языке. Оставил книгу воспоминаний Un paseo de Vigo a Bayona (1866).

## Издания
- Posada J. M. A la Academia Literaria en el dia de la reposición de cargos del año de 1842 :  [исп.] / José María Posada. — Santiago de Compostela : Impr. De la V. é H. de Compañel, 1842. — 4 p.
- Posada J. M. Flores de Mayo // Álbum de la Caridad : Juegos Florales de La Coruña en 1861, seguido de un mosaico poético de nuestros vates gallegos contempornáneos :  [исп.] / José María Posada / edición costeada por José Pascual López Cortón, á cuyas expensas se celebraron dichos Juegos Florales. — Coruña : Imp. del Hospicio Provincial, a cargo de D. Mariano M. y Sancho, 1862. — P. 190—191. — LV, 482 p. (галис.)